# Nenagh
Nenagh (pron.: /niːˈnɑː/ o /ˈniːnə/, localment /ˈneɪnə/; en irlandès Aonach Urmhumhan o simplement An tAonach)) és una ciutat de la República d'Irlanda, capital del comtat de Tipperary nord. Originàriament era un mercat i el seu nom en gaèlic vol dir "La fira d'Ormond".

## Agermanaments
- Tonnerre

## Galeria d'imatges

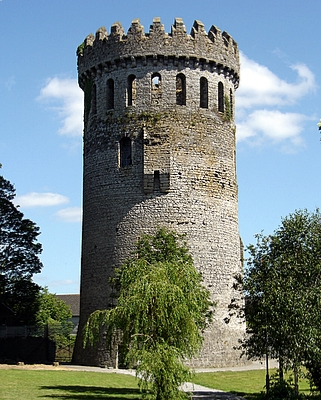
Torre del castell de Nenagh
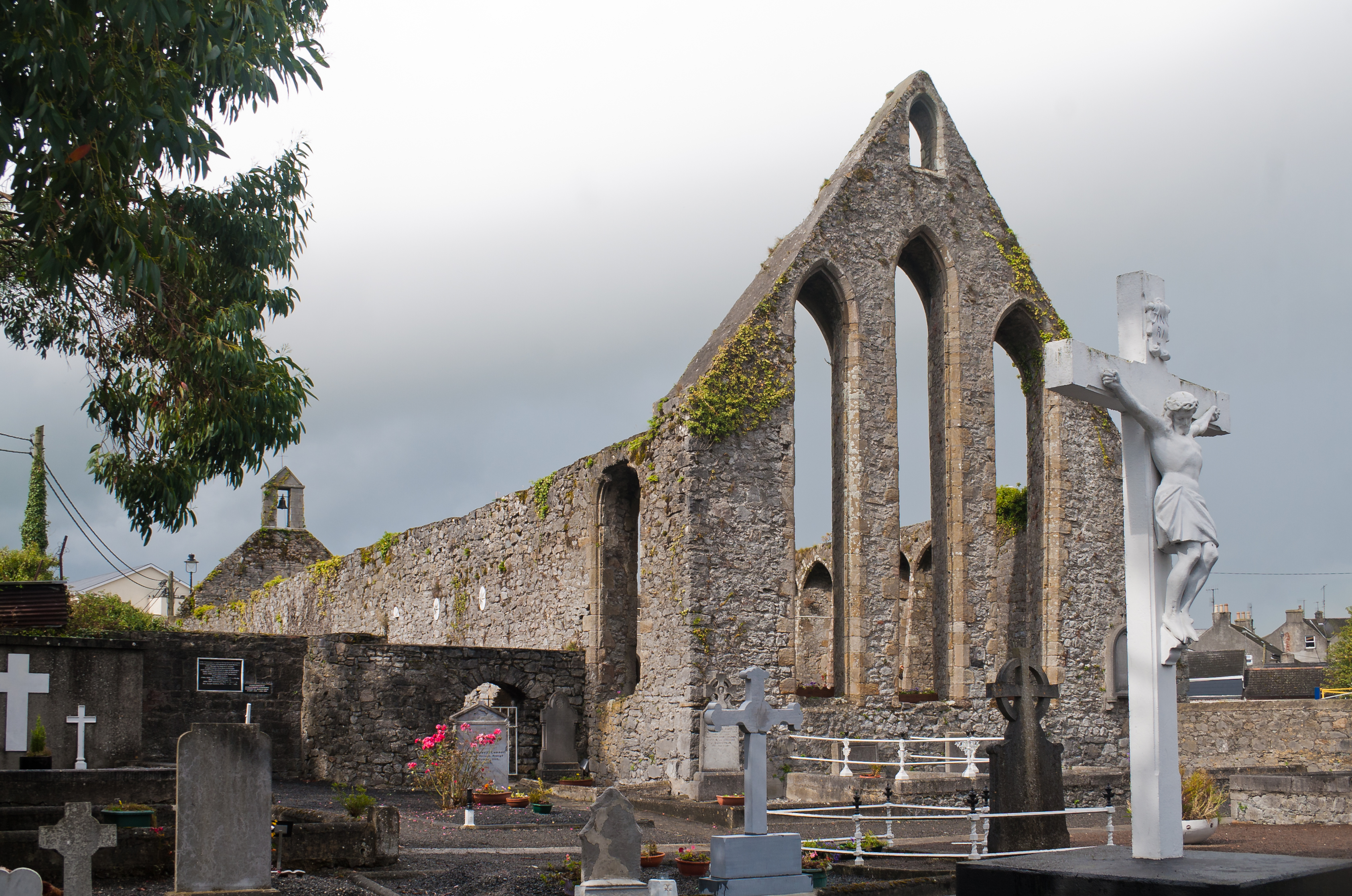
Restes de l'abadia franciscana
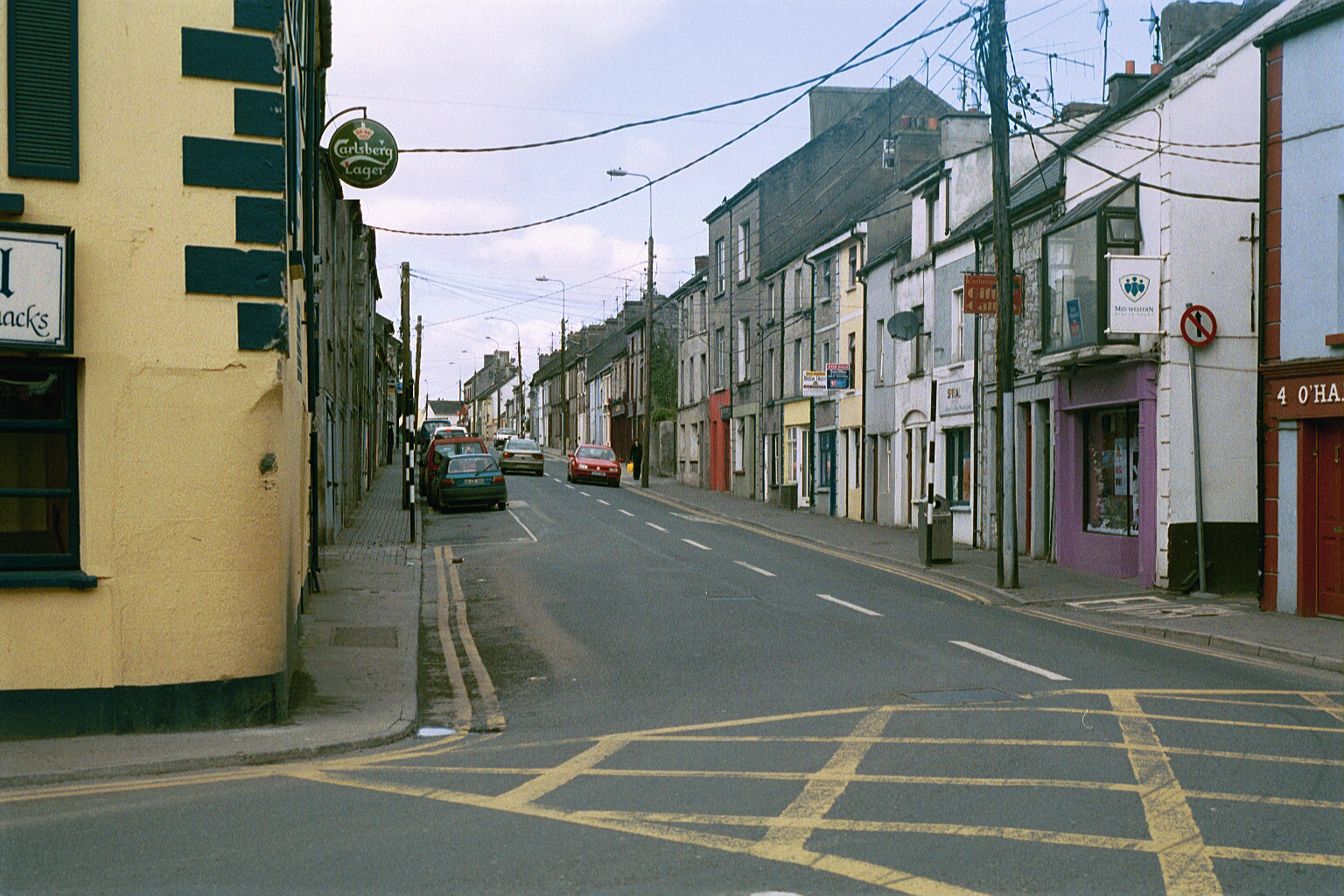
Vista dels carrers de Nenagh